# Gordionus lineatus
Gordionus lineatus är en djurart som tillhör fylumet tagelmaskar som först beskrevs av Joseph Leidy 1851. Gordionus lineatus ingår i släktet Gordionus, och familjen Chordodidae. Inga underarter finns listade i Catalogue of Life.